# Джемитец
Джемитец (на италиански: Gemitaiz), псевдоним на Давиде Де Лука (на италиански: Davide De Luca; * 4 ноември 1988 в Рим, Италия), е италиански рапър и музикален продуцент.
Считан за един от основните представители на италианската хип-хоп музика, той дебютира на римската ъндърграунд музикална сцена. Впоследствие започва дълго сътрудничество с рапъра от Пулия МедМен, с когото издава два студийни албума, един микстейп и едно EP.

## Биография

### Ранни години и албумL'unico compromesso(2003 – 2013)
Първите си стъпки на римската ъндърграунд музикална сцена прави на 12 г., когато участва в множество free-style състезания, рап битки и се представя в някои римски заведения.
Като младеж предпочита да си стои у дома, слушайки песните на Тупак. През цялото време има проблемите с наркотици, които го съпътстват през част от юношеството му.
Джемитец навлиза в музикалния бизнес през 2003 г. Благодарение на сътрудничеството си с рапъра Канесеко, между 2006 и 2009 г. той публикува три микстейпа: Affare romano (2006) („Римска афера“), Affare romano vol. 2 (2007) и Affare romano zero (2009) („Римска афера нула“), които могат да се похвалят със сътрудничеството на голяма част от римската ъндърграунд рап сцена. През 2008 г. има кражба в звукозаписното студио на рапъра Ето, където са откраднати песните, готови за техните соло CD-та. Останалите песни са издадени в немиксирана компилация, наречена No (mix) tape.
През 2009 г. Джемитец подписва договор с независимия звукозаписен лейбъл Honiro Label, с който издава като солист микстейповете Quello che vi consiglio mixtape (2009) („Онова, което ви препоръчвам“), Quello che vi consiglio vol. 2 (2010), Quello che vi consiglio III (2012) и заедно с Канесеко под името Xtreme Team микстейповете Xtreme Time (2010) и Xtreme Quality (2011).
През 2011 г. започва да си сътрудничи с рапъра МедМен, с когото издават микстейпа Haterproof (2011) и EP-то Detto, Fatto (2012) („Речено – сторено“), и двата издадени от Ониро Лейбъл.
През 2012 г. рапърът напуска Ониро Лейбъл, за да подпише договор за запис с Танта Роба – лейбъл, основан от Гуе Пекеньо и DJ Harsh. С този лейбъл през 2013 г. Джемитец издава дебютния си албум L'unico compromesso („Единственият компромис“), който има голям успех, достигайки трета позиция в Италианската класация на албуми. През същата година той публикува микстейпа Quello che vi consiglio vol. 4, предшестван от парчето Intro.

### Арест и албумKepler(2014)
На 29 януари 2014 г. Джемитец е арестуван в Рим по обвинение за притежание и търговия с наркотици. Спрян и претърсен на улицата, у него са намерени кетамин и марихуана. При последвалия обиск у дома му карабинерите откриват други наркотици, хашиш и прецизна теглилка. Поставен под домашен арест, в следващия месец Джемитец договаря наказание от една година и десет месеца лишаване от свобода (условна присъда).
През същата година той се завръща, за да си сътрудничи с MедМен, реализирайки сингъла Non se ne parla („Няма да стане“), пуснат за дигитално сваляне на 2 април. Сингълът предшества издаването на албума на Джемитец Kepler, който излиза на 24 май с лейбъла Танта Роба. Албумът дебютира на върха на Италианската класация на албуми и е сертифициран със злато от FIMI само два месеца след излизането си.
На 23 декември 2014 г. Джемитец обявява чрез своя канал в Ютюб, че микстейпът QVC Vol. 5 Mixtape ще бъде пуснат на 30 декември. Предшестван от песента Rap Doom, чието видео е публикувано в Ютюб на 29 декември, дискът включва сътрудничество с много представители на италианската хип-хоп музика, включително МедМен и Клементино.

### АлбумNonostante tutto(2015 – 2017)
На 1 юли 2015 г. рапърът пуска сингъла Bene („Добре“) по италианските радио станции, който предшества втория му студиен албум, озаглавен Nonostante tutto („Въпреки всичко“) и издаден на 22 януари 2016 г. На 20 ноември 2015 г. микстейпът QVC6, състоящ се от 16 песни, е достъпен за безплатно теглене, а на 17 декември е пуснат видеоклипът на песента Scusa („Извинявай“), извлечен от албума Nonostante tutto, който е последван на 22 януари 2016 г. от сингъла Forte („Силен“).
Албумът Nonostante tutto постига добър успех в Италия, като дебютира на първа позиция в класацията за албуми на FIMI и е сертифициран със злато две седмици след излизането му.
На 12 септември 2016 г. излиза двойният сингъл Giù (resto qua)/Fabio Volo („Депресиран (оставам тук)/Фабио Воло“), който предшества преиздаването на Nonostante tutto Reloaded, издаден на 4 ноември.
На 28 декември Джемитец обявява на страницата си във Фейсбук пускането на микстейпа QVC7, излязъл два дена по-късно. Той съдържа 16 песни, в някои от които участват други рапъри, включително МедМен и Нитро.

### АлбумDavide(2017 – 2018)
На 6 октомври 2017 г. рапърът пуска сингъла Oro e argento („Злато и сребро“), разкривайки, че е завършил втори сингъл. Песента дебютира на втора позиция на Топ сингли на Италия, като така става най-високия дебют за сингъл на Джемитец. На 15 декември е ред на втория сингъл Fuori („Навън“), продуциран от Миксър Ти.
На 20 април 2018 г. Джемитец издава третия си албум Davide, чието луксозно издание включва втори компактдиск, озаглавен QVC Collection, който вече е достъпен отделно за дигитално сваляне от 30 март. Албумът включва няколко сътрудничества с изпълнители, принадлежащи към италианската и не-италианска хип-хоп сцена, включително Гуе Пекеньо (с когото записва третия си сингъл Tanta Roba Anthem), МедМен, Фабри Фибра и Коец. С Коец той е автор на четвърти сингъл от албума – Davide.

### АлбумScatola nera(2019 – 2021) и други
През 2019 г. Джемитец се завръща, за да си сътрудничи с МедМен за реализирането на нова част на Veleno, което става на 7 юни с публикуването на Veleno VII. Сингълът постига добър успех, дебютира на върха на Топ сингли в Италия и побеждава рекорда за ежедневни слушатели в Spotify Италия. Песента също играе ролята на водещ сингъл в албума на дуета Scatola nera („Черна кутия“), издаден на 20 септември същата година.
През 2020 г. Джемитец започва да заема ролята на продуцент, давайки живот на музикални бази на Buonanotte за Дани Файв и Specialist за Енси.
През януари 2020 г., малко преди локдауна поради пандемията от Covid-19, Джемитец, продуцентът Мейс и режисьорът Мануел Марини отиват на ваканция в Мозамбик. От 18-те дни, прекарани там, се ражда сингълът Bianco/Gospel, написан и записан тогава и публикуван в дигитална версия през юли 2020 г., както и документалният филм Quello che resta („Онова, което остава“) за тяхното пътуване, пуснат на 21 юни във Vimeo. Всички приходи от проекта отиват за Coopi – хуманитарна организация, която работи за борбата с бедността и в подкрепа на общностите в развиващите се страни.
16 октомври 2020 г. излиза сингълът на Анна Татанджело Fra me e te („Между мен и теб“) с участието на Джемитец.
На 6 ноември същата година той пуска деветия си микстейп QVC9, в който продуцира шест парчета. В микстейпа участват много негови колеги като Акиле Лауро, Нитро, Фабри Фибра и Карл Брейв. Сътрудничи и в първия албум на продуцента Мейс – OBE (2021) в песента Dal Tramonto All’Alba („От залез до изгрев“), както и в микстейпа Fastlife 4 на Гуе Пекеньо, където пее в дует с Нойз Наркос в парчето Champagne 4 The Pain.
На 20 май 2021 г. излиза сингълът Un pezzo di universo („Част от вселена“) на Джемело с участието на Джемитец и Коец.
На 27 май 2021 г. Джемитец изнася уеб концерт от Мартини Лайв Бар на пл. Диац в Милано пред 80-хилядна публика.

## Противоречия
През април 2021 г. рапърът заема ясна негативна позиция срещу дясноцентристката партия „Фратели д'Италия“ на Джорджа Мелони, която решава да не гласува за даването на италианско гражданство на Патрик Заки – египетски студент в Болонския университет, хвърлен в затвора в Кайро с обвинение за тероризъм.
Отново през април по повод на защитата, която Бепе Грило отправя към сина си, обвинен в изнасилване, Джемитец се позовава на Карлота Ваньоли – активистка за правата на жените и писателка, обвиняваща Грило в минимизиране на сексуалното насилие и обвиняването на жените, и пише: „Винаги половин човек, беше подходящият момент за теб да се разкараш“.
През май 2021 г. в социалните мрежи Джемитец се нахвърля върху полицията с обидни думи, обвинявайки ги, че не са се намесили от „страх“ по време на струпването на фенове на Интер на площад Дуомо в Милано за отпразнуването на победата в Италианския футболен шампионат. Автономният полицейски синдикат отговаря подобаващо.
През юли 2021 г. Джемитец се изказва остро срещу колегата си Повия, който сравнява въведения в Италия „Зелен пропуск“ и анти-Covid19 мерки с еврейския идентификационен номер. казвайки му: „Засрами се, имай уважение“.

## Личен живот
Джемитец живее в Рим. Има многобройни татуировки. Резервиран е за личния си живот и не е известно дали има връзка.

## Дискография

### Като солист

#### Студийни албуми
- 2013 – L'unico compromesso
- 2014 – Kepler (c МедМен)
- 2016 – Nonostante tutto
- 2018 – Davide
- 2019 – Scatola nera (c МедМен)

#### Компилации
- 2018 – QVC Collection

### С Xtreme Team

#### Микстейп
- 2006 – Affare romano vol. 1
- 2007 – Affare romano vol. 2
- 2008 – No(mix)tape
- 2009 – Affare romano zero
- 2010 – Xtreme Time
- 2011 – Xtreme Quality

## Музикални видеоклипове
- 2012 – Detto, fatto
- 2013 – Non cambio mai
- 2013 – Fuori di qua (Out of My Way, Pt. 2)
- 2013 – Quando mai
- 2013 – Pistorius
- 2013 – Intro QVC 4
- 2013 – K-Hole
- 2014 – Non se ne parla
- 2014 – Haterproof 2
- 2014 – Instagrammo
- 2014 – Blue Sky
- 2014 – Black Mirror
- 2014 – Rap Doom
- 2015 – Bene
- 2015 – Scusa
- 2015 – Forte
- 2016 – Nonostante tutto
- 2016 – Il primo
- 2016 – Coma
- 2017 – Essere vero (Live)
- 2018 – Oro e argento
- 2018 – Davide
- 2019 – Keanu Reeves
- 2019 – Chiamate perse
- 2019 – Senza di me
- 2020 – Bianco/Gospel
- 2020 – QVC9
- 2021 – Mondo di fango